# Acta Romana Societatis Iesu
 (septembre 2014).
Si vous disposez d'ouvrages ou d'articles de référence ou si vous connaissez des sites web de qualité traitant du thème abordé ici, merci de compléter l'article en donnant les références utiles à sa vérifiabilité et en les liant à la section « Notes et références ».
Les Acta Romana Societatis Iesu [ARSI] (ou simplement Acta Romana [AR]) sont la série de volumes contenant les documents officiels ou semi-officiels contemporains (XXe et XXIe siècles) de la Compagnie de Jésus. Des fascicules annuels publiés depuis 1906 sont rassemblés périodiquement en volumes d’Acta Romana contenant trois à six ou sept fascicules, le nombre de fascicules inclus dépendant du volume de leur contenu. 25 volumes sont publiés à ce jour (2014).

## Contenu
Une première section des Acta Romana contient les documents publics du Saint-Siège concernant la Compagnie de Jésus: allocutions du pape données à divers groupes de jésuites, progrès des causes de béatifications ou canonisations, intentions de l’apostolat de la prière, rescrits et décisions touchant le droit particulier de la Compagnie de Jésus, etc.  Elle contient également les nominations pontificales de membres de la Compagnie de Jésus: évêques, recteurs d’institutions pontificales, consulteurs et experts divers, ou membres de commissions pontificales.
La seconde section contient, d’une part les lettres du supérieur général à toute la Compagnie ou aux supérieurs majeurs, avec d’autres documents venant de la Curie généralice et concernant l'ensemble de la Compagnie. Et d’autre part des extraits de lettres adressées à des groupes ou provinces particulières, si les questions traitées ont un intérêt dépassant le cadre du groupe concerné.
Le cas échéant les Acta Romana publient également le texte intégral officiel des décrets et documents des Congrégations générales. Ainsi les décrets et documents de la Congrégation Générale XXVI (1915) dans le vol.2 et des autres congrégations jusqu'à la Congrégation générale XXXV (2008) dans le vol.24. Durant la première moitié du XXe siècle, les textes sont en latin. Plus récemment: dans les trois langues plus universelles: espagnol, anglais et français.